# Утицај годишње сезоне на постизање пубертета код назимица
Годишња сезона у којој су рођена женска прасад, односно сезона у којој достижу свој претпубертетски развој, значајно утиче на старост код постизања пубертета. 
Назимице рођене у јесењем периоду постижу пубертет знатно раније од назимица рођених пролеће. Ово се повезује са чињеницом да назимице рођене у јесењим месецима достижу свој претпубертетски развој у пролеће, када је трајање дневног фотопериода продужено и обрнуто. Назимице, код појаве пубертета, просечно су старе 190 дана, ако су током претпубертетског периода биле држане под условима контролисаног дневног осветљења од 18 часова. Када је дневни светлосни режим обрнут (6 сати светло и 18 сати тама), назимице су постизале пубертет са знатно већом просечном старошћу (232 дана). 61,4% назимица постиже полну зрелост са 210 дана у пролеће, а само 45,6% назимица исте старости је било полно зрело у јесење-зимском периоду. 